# كريستي هاروير
كريستي هاروير (بالإنجليزية: Kristi Harrower)‏ مواليد 4 مارس 1975، هي لاعبة كرة سلة أسترالية. بدأت مسيرتها الاحترافية في سنة 1991. مثلت منتخب بلادها. شاركت في دورة الألعاب الأولمبية الصيفية سنة 2000. حققت المركز الأول في كأس العالم لكرة السلة للسيدات 2006. اعتزلت اللعب في 2015.

## المسيرة الاحترافية
لعبت مع ملبورن يونايتد في الدوري الأسترالي في سنة 1991، ثم لعبت مع ملبورن يونايتد من سنة 1995 إلى 2000، ثم لعبت مع فينيكس ميركوري في موسم 1998–1999، ثم لعبت مع فوبرتال في موسم 2000–2001، ثم لعبت مع مينيسوتا لينكس من سنة 2001 إلى 2003، ثم لعبت مع آكس أون بروفانس من سنة 2002 إلى 2005، ثم لعبت مع مينيسوتا لينكس في سنة 2005.

## الميداليات
| الميدالية | المسابقة                                            |
| --------- | --------------------------------------------------- |
| فضية      | الألعاب الأولمبية الصيفية 2000                      |
| فضية      | كرة السلة في الألعاب الأولمبية الصيفية 2004         |
| فضية      | منافسات كرة السلة في الألعاب الأولمبية الصيفية 2008 |
| برونزية   | الألعاب الأولمبية الصيفية 2012                      |
| ذهبية     | كأس العالم لكرة السلة للسيدات 2006                  |

## روابط خارجية
- كريستي هاروير على موقع الاتحاد الدولي لكرة السلة (الإنجليزية)
- كريستي هاروير على موقع الاتحاد الدولي لكرة السلة (الإنجليزية)
- كريستي هاروير على موقع الاتحاد الوطني لكرة السلة النسائية (الإنجليزية)
- كريستي هاروير على موقع كرة السلة الأوروبية.كوم (الإنجليزية)
- كريستي هاروير على موقع سبورتس رفرنس (الإنجليزية)
- كريستي هاروير على موقع سبورتس رفرنس (الإنجليزية)
- كريستي هاروير على موقع أوليمبيديا (الإنجليزية)
- كريستي هاروير على موقع اللجنة الأولمبية الأسترالية (الإنجليزية)